# Dizi (Sprache)
Dizi (auch Magi bzw. Maji) ist eine omotische Sprache, die im Südwesten Äthiopiens in der Kaffa-Region westlich des Omo-Flusses von den Dizi gesprochen wird. Sie wird dem Nordomotischen zugerechnet und ist nahe mit Sheko und Nayi verwandt.
Für das Dizi liegen mehrere Beschreibungen vor, die sich in vielen wesentlichen Punkten unterscheiden, was wohl auf starke dialektale Differenzen schließen lässt.

## Phonologie
Das Dizi besitzt etwa 25 Konsonanten. Auffällig ist, dass Plosive und Affrikaten nicht nur stimmhaft und stimmlos, sondern auch ejektiv auftreten können. Auch die Existenz von ž (d. h. [ʒ]) und der Retroflexe ʐ, ʂ, ɖ, ʈ sowie silbenbildener Nasale, die sich innerhalb des Omotischen nur im Gimira und im Dizi-Sheko finden, kann als kennzeichnend gelten. Die Anzahl der Vokalphoneme beträgt sechs, fünf von ihnen können sowohl lang als auch kurz auftreten. Als Tonsprache hat das Dizi drei Tonhöhen, die vor allem in der Morphologie eingesetzt werden. Der Akzent liegt auf der ersten Silbe.

## Morphologie

### Pronomina und Nomina
Nach Allan haben die Personalpronomina folgende Formen:
|          |       | Subjekt  | Objekt | Possessiv |
| -------- | ----- | -------- | ------ | --------- |
| Singular | 1.    | yinu     | yin    | ǹ-        |
| Singular | 2.    | yetu     | yetǹ   | a-        |
| Singular | 3. m  | itì, izu | iz-n   | á-        |
| Singular | 3. f. | iži      | iž-n   | í-        |
| Plural   | 1.    | inu      | in     | ń-        |
| Plural   | 2.    | iti      | ít-n   | ít-       |
| Plural   | 3.    | iší      | íš-n   | íš        |

Außerdem soll es nach Allan auch einen Dual, eine unbestimmte Person („man“) und eine Genusdistinktion in der 2. Person geben, die jedoch wohl veraltet sind beziehungsweise von Bender 2000 als zweifelhaft bezeichnet werden. Nach Toselli werden durch Suffixe mindestens folgende Kasus gebildet: Genitiv/Ablativ -kn, Dativ -s, Akkusativ -(i)n.
Jedes Substantiv ist entweder maskulin oder feminin. Nach den Beschreibungen von Toselli und Allan wird das Genus mit bestimmten Suffixen wie -en/-in für das Femininum gekennzeichnet. Nach Allan und Keefer werden Nominalphrasen im Plural durch nachfolgendes kʾankas ~ kʾaŋkaz markiert; determinierte Plurale tragen außerdem in bestimmten Fällen ein Suffix -à:
- kìan-à kʾankàs „die Hunde“

Toselli beschreibt dagegen ein Pluralsuffix -en:
- kiyanu-el „Hunde“

Allan und Keefer beschreiben auch Teile eines Kasussystems. Der Subjektskasus ist dabei unmarkiert, ein Allativ/Dativ (-s) und ein Ablativ (-t) werden durch Suffixe charakterisiert. Der Akkusativ wird bei definiten oder mit Modifikatoren versehenen maskulinen Nominalphrasen im Singular mit -s markiert, bei anderen maskulinen Nominalphrasen im Singular ist der Akkusativ unmarkiert. In allen anderen Fällen (Femininum Singular, Maskulinum Plural etc.) lautet das Akkusativsuffix -n:
- yaàbà-s sʌgo „Er sah den Mann.“
- yaàba yedà-s sʌgo „Er sah den Mann, der kam.“
- kìanù-∅ sʌgo „Er sah einen Hund“ (Da der Subjektskasus unmarkiert ist, bedeutet der Satz auch „Ein Hund sah.“)
- wète-n sʌgo „Er sah die Kuh.“
- kìanù kʾankàs-n sʌgo „Er sah die Hunde.“

Besitzverhältnisse werden nach der Analyse von Bender 2000 durch Veränderung des Tons gekennzeichnet.

### Verb
Nach Keefer besitzt das Dizi formal streng getrennte deklarative und interrogative Konjugationen, andere Beschreibungen behandeln nur deklarative Konjugationen, die sich nach formalen Kriterien in synthetische und analytische Formen aufteilen lassen. Die synthetischen Tempora bestehen formal aus dem Verbalstamm, einem Tempusmarker und einer Personalendung, die je nach Tempus gewisse Variationen zeigt. Das Tempussystem aus mehreren Formen für Präteritum/Perfekt, Präsens, Futur, und auch Nicht-Vergangenheit. Als Beispiel dienen Formen der Verben kʾəy- „arbeiten“, kʾwutsʾ- „schneiden“ nach Bender:
|          |       | Präteritum      | Präsens      |
| Singular | 1.    | kʾwutsʾ-∅-eno   | kʾəy-dɛ-nò   |
| Singular | 2.    | kʾwutsʾ-∅-ito   | kʾəy-dɛ-tò   |
| Singular | 3. m. | kʾwutsʾ-∅-o     | kʾəy-dɛ-gò   |
| Singular | 3. f. | kʾwutsʾ-∅-e     | kʾəy-dɛ-gè   |
| Plural   | 1.    | kʾwutsʾ-∅-inno  | kʾəy-dɛ-ńǹo  |
| Plural   | 2.    | kʾwutsʾ-∅-initi | kʾəy-dɛ-nítò |
| Plural   | 3.    | kʾwutsʾ-∅-iniši | kʾəy-dɛ-níšò |

Einige Tempora werden mit Hilfsverben gebildet, die mit eigenen Personalsuffixen konjugiert werden (Formen nach Allan):
| Singular | Singular | Singular | Singular | Plural | Plural | Plural |
| -------- | -------- | -------- | -------- | ------ | ------ | ------ |
| 1.       | 2.       | 3. m.    | 3. f.    | 1.     | 2.     | 3.     |
| n        | na       | ná       | ní       | n      | ít     | íš     |

Zusätzlich zu den affirmativen Hauptsatzformen kennt das Dizi auch Nebensatzkonjugationen, die wie die interrogativen Verbformen mit einem präfigierten Personenmarker und einem Suffix gebildet werden. So wird ein „Konverb“ oder „Gerundium“ mit -te/-de gebildet:
- n-kʾe-te „nachdem ich gearbeitet hatte“
- a-kʾɛyn-de „dass er arbeitet“.

Nach Keefer haben interrogative Verbformen folgenden Aufbau:
- Personalpräfixe (identisch mit den Possessivpräfixen, siehe oben)
- Verbalstamm
- Tempussuffixe (Präsens: -kŋ + Hochton, Perfekt: -kŋ + Tiefton, habitatives Präsens -da, Futur -∅, Präteritum: Nasal).

Beispiele:
- Futur: āsíè „wirst du sehen?“
- Präsens: āsɛ̄kŋ̀ „siehst du?“
- Perfekt: āsɛ̀kŋ̀ „hast du gesehen?“
- Präteritum: āsòŋ „sahst du?“

In Sätzen mit Interrogativa findet ein Suffix -ni Anwendung:
- iikin āsɛ̀kì-nì „wen hast du gesehen?“